# Acanthaleyrodes callicarpae
Acanthaleyrodes callicarpae là một loài côn trùng cánh nửa trong họ Aleyrodidae, phân họ Aleyrodinae.
Acanthaleyrodes callicarpae được Takahashi miêu tả khoa học đầu tiên năm 1931.